# Musica e dischi
Musica e dischi — итальянский старейший ежемесячный журнал о музыке, выходивший с 1945 по 2014 годы. 
Американский музыкальный журнал Billboard назвал это издание «итальянской музыкальной библией».

## История
Он был основан в октябре 1945 года в Милане, Италия, по инициативе журналиста и музыковеда Альдо Марио де Луиджи, бывшего исполнительного продюсера в La Voce Del Padrone-Columbia-Marconiphone (VCM, ныне EMI Italy). Первоначально журнал издавался под названием Musica (Dischi было добавлено позже) на ежемесячной основе.
В 1960-х годах Musica e dischi начал выпускать собственный хит-парад музыкальных записей на национальном уровне. После смерти Альдо Марио в 1968 году директором стал его сын Марио де Луиджи, уже рецензент и редактор журнала с 1958 года.
В 1999 году был открыт официальный сайт. В своем 735-м номере в декабре 2009 года директор Musica e dischi Марио де Луиджи объявил, что с марта 2010 года они будут публиковать онлайн-журнал и прекратят публикацию физического журнала после 65 лет.
В июне 2014 года журнал прекратил своё существование спустя почти 70 лет, выпустив 783 номера (737 в физическом и 46 в цифровом формате).